# Gabinete Metralla
Se denomina popularmente al Gabinete Metralla al Consejo de Ministros encargado de reprimir la Revolución española de 1854 (conocida como la Vicalvarada), durante el reinado de Isabel II. Fue denominado también como el de las cuarenta horas, por ser el intervalo de tiempo de servicio de este gabinete de crisis (del 18 al 20 de julio de 1854). La denominación proviene de la fuerte represión que hace Ríos Rosas, que ordena disparar contra la multitud sublevada en Madrid el día 18. Estuvo presidido por Fernando Fernández de Córdova, aunque el gabinete dimitió tras dos días y la reina Isabel II se vio obligada a prescindir de los moderados y llamar a Baldomero Espartero para presidir el Consejo de Ministros.